# Jake Bongiovi
Jacob Hurley Bongiovi (Nueva Jersey, Estados Unidos; 7 de mayo de 2002) es un actor y modelo estadounidense.

## Primeros años de vida
Nacido en Nueva Jersey y criado en Middletown Township, Nueva Jersey, es hijo del músico Jon Bon Jovi y su esposa Dorothea. Tiene tres hermanos, Romeo, Stephanie y Jesse. Asistió a la escuela diurna Poly Prep Country en Brooklyn. Bon Jovi asistió a la escuela Pennington, donde jugó en el equipo de fútbol. Asistió a la Universidad de Syracuse en 2020. Sin embargo, según los informes, no regresó para su segundo año.

## Carrera
Se espera que Bongiovi haga su debut como actor como parte del elenco de la próxima comedia romántica de Jordan Weiss y New Line Cinema, Sweethearts. Es elegido junto a Charlie Hall, Kiernan Shipka y Nico Hiraga, interpretando el papel de Kellan. La filmación del proyecto concluyó en agosto de 2022. Según se informa, los lugares de rodaje incluyeron Jersey City y Cranford y en Ramapo College en Mahwah. En febrero de 2023, fue elegido para la próxima película musical de Todd Tucker, Rockbottom, junto a McKaley Miller y Teala Dunn, que sigue a una banda ficticia de hair metal de los años 80, CougarSnake, centrada en el actor principal Tom Everett Scott. El personaje de Bongiovi, Justin, es un potencial cantante principal que primero debe superar el miedo escénico.
Como modelo, Bongiovi está firmado con William Morris Endeavor e IMG Models.

## Vida personal
Desde 2021, Bongiovi mantiene una relación con la actriz británica Millie Bobby Brown. Hicieron su debut juntos en la alfombra roja de los Premios BAFTA 2022 en marzo de 2022. La pareja anunció su compromiso en abril de 2023 y ambos hicieron publicaciones respectivas en sus cuentas de Instagram. Newsweek informó que la noticia del compromiso se volvió rápidamente viral en abril de 2023, con una discusión amplia sobre las edades relativamente jóvenes de Bongiovi y Brown en el momento del compromiso. Se casaron en mayo de 2024.

## Filmografía
|     | Título      | Papel  | Notas            |
| --- | ----------- | ------ | ---------------- |
| TBA | Sweethearts | Kellan | En producción    |
| TBA | Rockbottom  | Justin | En posproducción |